# ستيف أرماس
ستيف أرماس (بالإنجليزية: Steve Armas)‏ هو لاعب كرة قدم ومدرب كرة قدم أمريكي، ولد في 2 مارس 1977 في جيرمانتاون في الولايات المتحدة. شارك مع منتخب الولايات المتحدة تحت 17 سنة لكرة القدم. أما مع النوادي، فقد لعب مع أتلانتا سيلفرباكس وبيتسبورغ ريفرهوندز ودي.سي. يونايتد وكولومبوس كرو.

## وصلات خارجية
- ستيف أرماس على موقع الاتحاد الدولي (مؤرشف)  (الإنجليزية)
- ستيف أرماس على موقع الدوري الأمريكي (الإنجليزية)
- ستيف أرماس على موقع قاعدة بيانات كرة القدم.إي يو (الإنجليزية)